# Extravagant Molly
Extravagant Molly è un cortometraggio muto del 1915 scritto e diretto da W.P. Kellino.

## Trama
Una coppia senza un soldo sfoggia dei mobili falsi per impressionare lo zio molto ricco.

## Produzione
Il film fu prodotto dalla Cricks.

## Distribuzione
Distribuito dalla Davison Film Sales Agency (DFSA), il film - un cortometraggio di 190 metri - uscì nelle sale cinematografiche britanniche nel gennaio 1915.